# كنترول–ألت–ديليت

لوحة مفاتيح كويرتي توضح موقع ثلاثة أزرار (كنترول–ألت–ديليت)

كنترول–ألت–ديليت مجموعة أزرار على لوحة المفاتيح لحاسوب آي بي إم المتوافق يتم الضغط على ثلاثة أزرار بشكل متزامن Ctrl+Alt+Delete كوسيلة لإعداة تشغيل النظام بطريقة اسرع لكل من انظمة التشغيل دوس وويندوز 3.0 وأو إس/2 وبدءًا من نظام التشغيل ويندوز 95 يتم استدعاء تطبيق مدير مهام.

## وصلات خارجية
- بيل غيتس: «كنترول ألت ديليت» كانت خطأ